# Pinanga philippinensis
Pinanga philippinensis är en enhjärtbladig växtart som beskrevs av Odoardo Beccari. Pinanga philippinensis ingår i släktet Pinanga och familjen Arecaceae.
Artens utbredningsområde är Filippinerna. Inga underarter finns listade i Catalogue of Life.